# Прямой поезд Цзюлун — Гуанчжоу

Линия Гуанчжоу−Цзюлун (чёрная) и новая скоростная железная дорога Гуанчжоу — Шэньчжэнь — Гонконг (цветная)

Прямой поезд Цзюлун — Гуанчжоу (англ. Guangzhou—Kowloon through train, кит. 廣州—九龍直通車; или Гуандунский прямой поезд, англ. Guangdong Through Train; ранее Поезд Кантон — Коулун,) — железнодорожный сервис, позволяющий без пересадки путешествовать между Гуанчжоу и Гонконгом. Совместно управляется компаниями MTR Corporation (гонконгская часть) и China Railway Guangzhou Group (китайская часть). В материковом Китае линия проходит от Восточного вокзала Гуанчжоу по ж/д линии Гуанчжоу — Шэньчжэнь до границы с Гонконгом, далее в Гонконге по Восточной линии до вокзала Хунхам.

## Сервис
Сегодня прямой поезд связывает Гуанчжоу и Гонконг с промежуточной остановкой в Чанпине (Дунгуань). Каждый день с 8 утра до 8 вечера между городами курсируют 9 пар поездов, время в пути составляет около 2 часов. Стоимость проезда варьируется в зависимости от маршрута и класса обслуживания от 155 до 250 гонконгских долларов для взрослых и от 78 до 125 долларов для детей.

## История

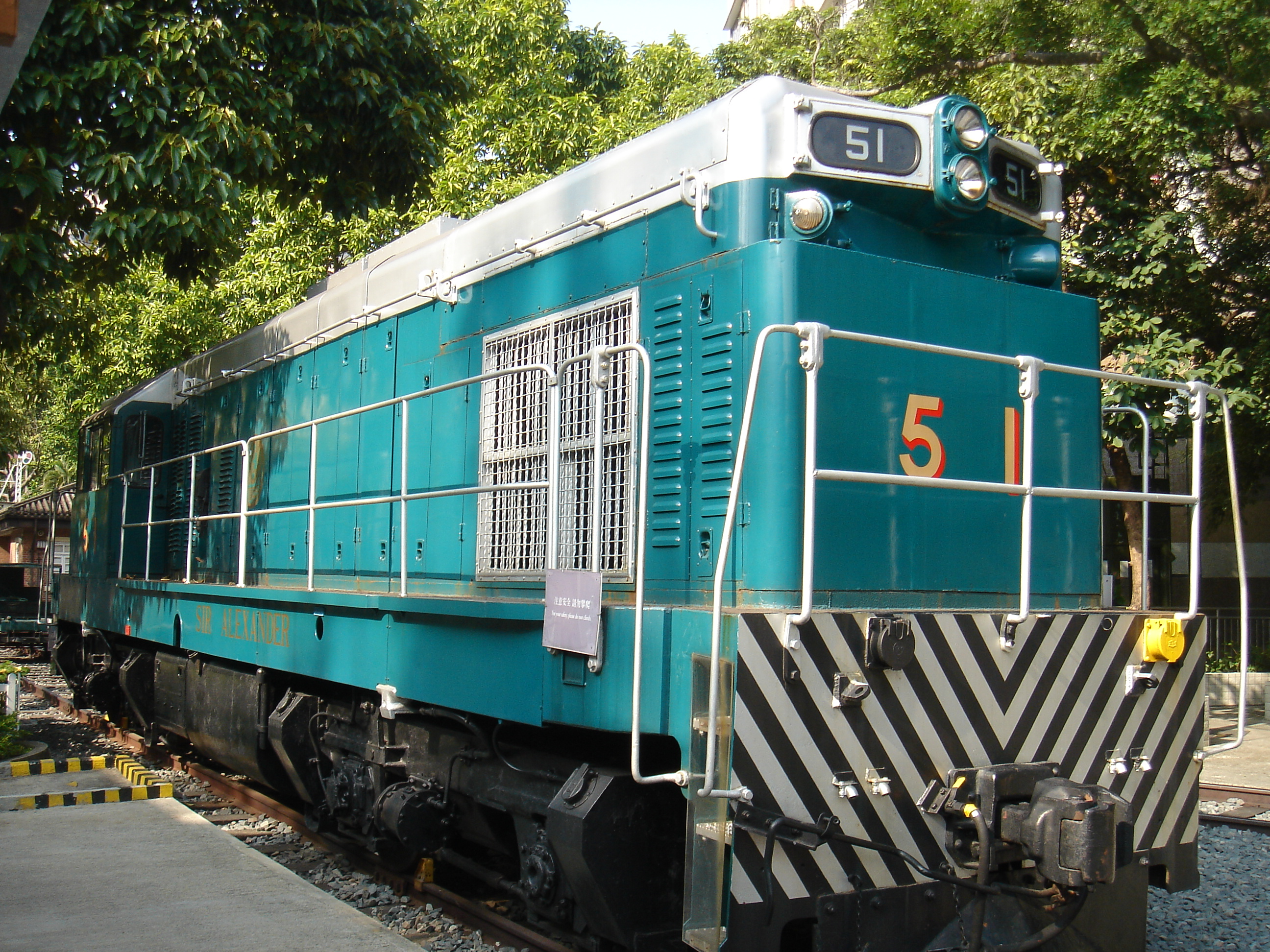
Исторический локомотив KCR Сэр Александр (EMD G12) производства Clyde Engineering, 1955, заводской номер 55—59

История запуска прямого поезда между городами Гуанчжоу и Гонконг неразрывно связана с историей Коулун-Кантонской железной дороги. Строительство её британской секции от временной станции будущего вокзала Коулун в районе Чимсачёй до станции Лову на границе Гонконга было начато в конце 1905 года, а движение было открыто 1 октября 1910 года. Сегодня это Восточная линия Гонконгского метрополитена, которая также используется междугородними поездами.
Китайской участок от станции Лову до вокзала Дашатоу в Кантоне начали строить в 1907 году и открыли 5 октября 1911 года. Тогда же были запущены прямые поезда Коулун — Кантон: ежедневно 5 пассажирских поездов, которые делали 34 остановки на своём пути.
После гражданской войны в Китае и победы коммунистов с 1949 по 1979 год граница между КНР и британским Гонконгом была закрыта и линия не работала.
С 30 января 2020 года железнодорожное сообщение между материковом Китаем и Гонконгом было прекращено в связи со вспышкой коронавируса 2019-nCoV.